# Municipio de Alden (condado de Freeborn)
El municipio de Alden (en inglés: Alden Township) es un municipio ubicado en el condado de Freeborn en el estado estadounidense de Minnesota. En el año 2010 tenía una población de 306 habitantes y una densidad poblacional de 3,36 personas por km².

## Geografía
El municipio de Alden se encuentra ubicado en las coordenadas 43°37′21″N 93°36′29″O / 43.62250, -93.60806. Según la Oficina del Censo de los Estados Unidos, el municipio tiene una superficie total de 91.19 km², de la cual 91,08 km² corresponden a tierra firme y (0,12 %) 0,11 km² es agua.

## Demografía
Según el censo de 2010, había 306 personas residiendo en el municipio de Alden. La densidad de población era de 3,36 hab./km². De los 306 habitantes, el municipio de Alden estaba compuesto por el 99,02 % blancos, el 0,65 % eran asiáticos, el 0,33 % eran de otras razas. Del total de la población el 0,98 % eran hispanos o latinos de cualquier raza.